# Laboratorio Shockley de Semiconductores

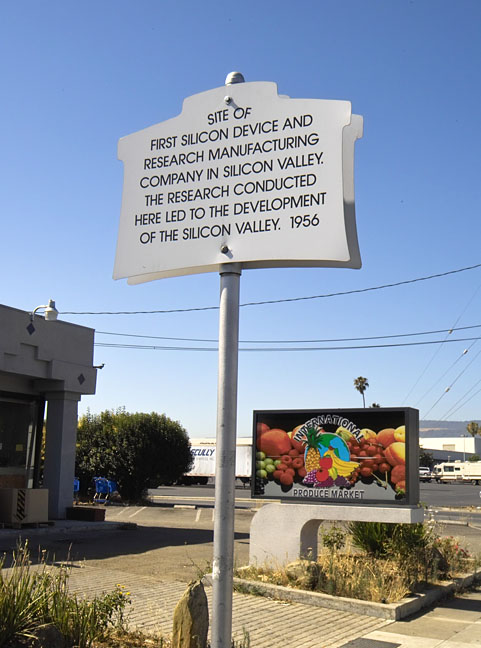
El edificio original de Shockley en el 391 San Antonio Road, Mountain View, California, era un mercado de productos en 2006 y desde entonces ha sido demolido.

Shockley Semiconductor Laboratory, una división de Beckman Instruments, Inc., se convirtió en 1956 en el primer establecimiento, en lo que llegó a ser conocido como el Silicon Valley, en trabajar en dispositivos semiconductores de silicio.
En 1957, ocho principales científicos de la división renunciaron y se convirtieron en el núcleo de una nueva empresa de una compañía de tecnología existente. La división de Beckman nunca se recuperó de que la pérdida de personal, y fue comprado por Clevite en 1960, fue vendido a ITT en 1968, y poco después, cerró oficialmente.

## Shockley vuelve a California
William Shockley había estudiado su licenciatura en Caltech y se trasladó al este para completar su PhD en el MIT. Se graduó en 1936 e inmediatamente comenzó a trabajar en los Laboratorios Bell. Durante las décadas de 1930 y 1940 trabajó en dispositivos electrónicos y poco a poco fue haciéndolo con materiales semiconductores. Esto lo llevó a la creación del primer transistor en 1947, en un trabajo en conjunto con John Bardeen, Walter Brattain entre otros. A principio de los años 50 una serie de eventos hicieron que Shockley se convirtiera poco a poco en una preocupación para los Gerentes de Bell, y especialmente cuando Shockley  sintió menosprecio cuando Laboratorios Bell promovió los nombres de Bardeen y a Brattain por encima del suyo al patentar el transistor. Sin embargo, otros que trabajaron con él manifestaron la razón para estos temas y era por el estilo gerencial "abrasivo" de Shockley, y fue la razón por la que fue constantemente pasado por desapercibido para la promoción dentro de esa compañía, estos temas volvieron a colación en 1953 y entonces toma un sabático y regresa a Caltech como profesor visitante.
Aquí Shockley entabló una amistad con  Arnold Orville Beckman quien inventó el pH-metro en 1934. Por este tiempo Shockley estaba convencido de que las capacidades naturales del silicio significaría el eventual reemplazo del germanio como material primario en la construcción del transistor. Texas Instruments había iniciado recientemente la producción del transistor de silicio (en 1954) y Shockley pensó que podía hacerlo mejor. Beckman acordó retomar los esfuerzos de Shockley concernientes a esta área, bajo la sombrilla de su compañía, Beckman Instruments. Sin embargo, la madre de Shockley fue envejeciendo y luego enfermó por lo que decidió vivir más cerca de su casa en Palo Alto.
El Shockley Semiconductor Laboratory abrió su comercio en un pequeño lote comercial en la cercana Mountain View, California, en 1956. En principio intentó contratar trabajadores provenientes de los Laboratorios Bell, pero ninguno de ellos querían dejar la costa este, que era entonces el más alto centro de investigación tecnológica. En cambio, reunió un equipo de jóvenes científicos e ingenieros que se pusieron a diseñar un nuevo tipo de crecimiento de cristales de silicio que puede producir una pieza única de silicio, en ese momento una perspectiva difícil dado el alto punto de fusión del silicio.

## Diodo Shockley
Mientras continuaba trabajando en transistores, a Shockley se le ocurrió la idea de utilizar un dispositivo de cuatro capas (el transistor tiene tres) lo cual le otorgaría la posibilidad de tornarse encendido (On) o apagado (Off) sin tener que controlar las entradas. Circuitos similares requirieron varios transistores, por lo general tres, por lo que en la conmutación de  redes extensas los nuevos diodos harían reducir la complejidad de estas de manera significativa. El diodo de cuatro capas es hoy en día conocido como diodo Shockley.
Shockley se convenció de que el nuevo dispositivo sería tan importante como el transistor, y mantuvo todo el proyecto en secreto, incluso dentro de la empresa. Esto lo llevó a adoptar un comportamiento paranoico que empeoraba cada vez más; un incidente muy conocido es en el que él fue convencido de que una secretaria cortó su dedo en un complot para hacerle daño y ordenó a cada uno a someterse a una prueba en el detector de mentiras de la compañía. Esto se combinó con la vacilante gestión de los proyectos de Shockley; a veces sentía que obtener en la producción inmediata transistores básicos era supremo, y restaría importancia al proyecto del diodo Shockley al cabo de realizar un sistema de producción "perfecto". Esto molestó a muchos de los empleados, y las mini-rebeliones se convirtieron en algo común.

## Los ocho traidores
Finalmente, un grupo de los empleados más jóvenes puentearon a Shockley acudiendo a Arnold Beckman, sugiriendo que alguien debe reemplazar en el rol gerencial a Shockley. Beckman inicialmente parecía estar de acuerdo con sus demandas, pero con el tiempo tomó una serie de decisiones que apoyaron a Shockley. Hartos, acudieron a la compañía de Sherman Fairchild llamada Fairchild Camera and Instrument, y a Eastern U.S. company con contratos militares considerables. En 1957, Fairchild Semiconductor se inició con planes de producir transistores de silicio. Shockley los llamó Los Ocho Traidores. Julius Blank, Victor Grinich, Jean Hoerni, Eugene Kleiner, Jay Last, Gordon Moore, Robert Noyce, y Sheldon Roberts.
Luego los ocho dejarían Fairchild para iniciar sus propias compañías, entre ellas Intel, AMD y otras. En un periodo de 20 años 65 compañías diferentes fueron creadas por equipos de la primera y segunda generación que trazó sus orígenes en el valle a Shockley Semiconductor.
Shockley nunca logró hacer que el diodo de cuatro capas fuera un éxito comercial, a pesar de la eventual elaboración de los detalles técnicos y entrar en la producción en la década de 1960. La introducción de los circuitos integrados permitió que los transistores necesarios para la producción fueran ubicados en un único "chip", anulando de este modo la ventaja de la cantidad de partes del diseño de Shockley. Sin embargo, la compañía desarrolló otros proyectos exitosos, como el primer estudio minucioso acerca de las celdas solares, desarrolló las bases del límite de Shockley–Queisser que establece un límite superior del 30% de eficiencia en celdas solares básicas de silicio.